# Championnat d'Albanie de football 1954
Navigation
Championnat d'Albanie 1953 Championnat d'Albanie 1955
Le Championnat d'Albanie de football de Kategoria Superiore 1954 est la 15e édition de ce championnat.

## Classement
| Rang | Équipe                                              | Pts | J  | G  | N | P  | Bp | Bc | Diff |
| ---- | --------------------------------------------------- | --- | -- | -- | - | -- | -- | -- | ---- |
| 1    | Partizan Tirana                                     | 43  | 22 | 21 | 1 | 0  | 93 | 8  | +85  |
| 2    | Dinamo Tirana                                       | 36  | 22 | 16 | 4 | 2  | 55 | 13 | +42  |
| 3    | Puna Tirana                                         | 31  | 22 | 14 | 3 | 5  | 47 | 21 | +26  |
| 4    | Puna Shkodër                                        | 23  | 22 | 9  | 5 | 8  | 22 | 28 | -6   |
| 5    | Luftëtari i Shkollës e Oficëreve Enver Hoxha Tirana | 22  | 22 | 9  | 4 | 9  | 29 | 27 | +2   |
| 6    | Puna Kavajë                                         | 20  | 22 | 9  | 2 | 11 | 28 | 37 | -9   |
| 7    | Puna Vlorë                                          | 20  | 22 | 8  | 4 | 10 | 23 | 32 | -9   |
| 8    | Dinamo Durrës                                       | 20  | 22 | 7  | 6 | 9  | 21 | 37 | -16  |
| 9    | Puna Durrës                                         | 14  | 22 | 5  | 4 | 13 | 15 | 46 | -31  |
| 10   | Spartaku Tirana                                     | 13  | 22 | 4  | 5 | 13 | 26 | 52 | -26  |
| 11   | Puna Korçë                                          | 13  | 22 | 4  | 5 | 13 | 16 | 35 | -19  |
| 12   | Puna Elbasan                                        | 9   | 22 | 3  | 3 | 16 | 22 | 61 | -39  |

|  | Champion |
|  | Relégué  |

## Bilan de la saison
| Tableau d'Honneur                 |                 |
| Compétition                       | Vainqueur       |
| Championnat d'Albanie de football | Partizan Tirana |
| Coupe d'Albanie de football       | Dinamo Tirana   |

| Promotions et relégations     |                                                                          |
| Relégués en First Division    | aucun                                                                    |
| Promus en Kategoria Superiore | Puna Gjirokastër Puna Berat Tekstilitisti Stalin Yzberish Dinamo Shkodër |